# Episodi di How to Make It in America (prima stagione)
La prima stagione della serie televisiva How to Make It in America, composta da 8 episodi, è stata trasmessa in prima visione sul canale statunitense HBO dal 14 febbraio al 4 aprile 2010.
In Italia, la stagione è stata resa disponibile il 23 aprile 2021 su Sky Box Sets e in streaming su Now.
| nº | Titolo originale       | Prima TV USA     | Pubblicazione Italia |
| -- | ---------------------- | ---------------- | -------------------- |
| 1  | Pilot                  | 14 febbraio 2010 | 23 aprile 2021       |
| 2  | Crisp                  | 21 febbraio 2010 | 23 aprile 2021       |
| 3  | Paper, Denim + Dollars | 28 febbraio 2010 | 23 aprile 2021       |
| 4  | Unhappy Birthday       | 7 marzo 2010     | 23 aprile 2021       |
| 5  | Big in Japan           | 14 marzo 2010    | 23 aprile 2021       |
| 6  | Good Vintage           | 21 marzo 2010    | 23 aprile 2021       |
| 7  | Keep on Truck'n        | 28 marzo 2010    | 23 aprile 2021       |
| 8  | Never Say Die          | 4 aprile 2010    | 23 aprile 2021       |